# Käthe Reichel
Käthe Reichel (Berlijn, 3 maart 1926 – Buckow (Märkische Schweiz), 19 oktober 2012) was een Duits actrice, die zeer bekend was in de tijd van DDR. 
Ze streed voor burgerrechten en tijdens de Wendezeit nam zij deel aan de demonstratie op 4 november 1989 op Alexanderplatz.

## Filmografie
- 1951: Corinna Schmidt
- 1958: Der kaukasische Kreidekreis (televisiefilm)
- 1958: Die Feststellung
- 1958: Die Mutter (theateropname)
- 1969: Nebelnacht
- 1969: Wie heiratet man einen König
- 1971: Männer ohne Bart
- 1971: Mein lieber Robinson
- 1971: Du und ich und Klein-Paris
- 1972: Leichensache Zernik
- 1973: Die Legende von Paul und Paula
- 1974: Johannes Kepler
- 1974: Juno und der Pfau (theateropname)
- 1975: Heute ist Freitag
- 1975: Mein lieber Mann und ich (televisiefilm)
- 1976: Die Trauerrede und andere heitere Begebenheiten
- 1976: Die Forelle
- 1976: Das Licht auf dem Galgen
- 1978: Fleur Lafontaine
- 1978: Zünd an, es kommt die Feuerwehr
- 1978: Rotschlipse
- 1979: Stine
- 1980: Levins Mühle
- 1980: Die Verlobte
- 1980: Am grauen Strand, am grauen Meer (televisiefilm)
- 1980: Friedhelms Geburtstag und andere Geschichten
- 1980: Glück im Hinterhaus
- 1980: Muhme Mehle
- 1981/1988: Jadup und Boel
- 1981: Schöne Ferien
- 1981: Pugovitsa
- 1982: Wenn ich dich nicht hätte
- 1982: Das Graupenschloß
- 1982: Die fliegende Windmühle (stem)
- 1982: Die fidele Bäckerin
- 1984: Der Schimmelreiter (televisiefilm)
- 1984: Die Witwe Capet
- 1984: Woman Doctors
- 1984: Weiberwirtschaft
- 1984: Ärztinnen
- 1985: Besuch bei Van Gogh
- 1985: Der Schimmelreiter
- 1988: Die Weihnachtsgans Auguste (televisiefilm)
- 1989: Pestalozzis Berg
- 1990: Wie ein Vogel im Schwarm
- 1991: Der zerbrochne Krug
- 1991: Farssmann oder Zu Fuß in die Sackgasse
- 1991: Zwischen Pankow und Zehlendorf
- 1992: Die Spur des Bernsteinzimmers

- 1992: Miraculi
- 1992: Die Spur des Bernsteinzimmers
- 2014: 777 – Vom Suchen (episodefilm)
- 2014: Aus den Träumen eines Küchenmädchens (documentaire film)

## Televisieseries
- 1976: Daniel Druskat (5 afleveringen)
- 1979: Spuk unterm Riesenrad (7 afleveringen)
- 1981, 1984, 1988: Polizeiruf 110
- 1981: Polizeiruf 110 - Alptraum
- 1983: Spuk im Hochhaus
- 1984: Polizeiruf 110 - Das vergessene Labor
- 1986: Schauspielereien
- 1988: Polizeiruf 110 - Eifersucht
- 1990: Florian
- 1998: Der Laden
- 2002: Abschnitt 40

## Theater
- 1953: Bertolt Brecht naar Anna Seghers: Der Prozess der Jeanne d’Arc zu Rouen 1431 (Jeanne d’Arc) – Regie: Benno Besson (Berliner Ensemble im Deutschen Theater Berlin – Kammerspiele)
- 1957: Bertolt Brecht: Der gute Mensch von Sezuan (Shen The) – Regie: Benno Besson (Berliner Ensemble)
- 1960: Erwin Strittmatter: Die Holländerbraut – Regie: Benno Besson (Deutsches Theater Berlin)
- 1962: Saul O’Hara: Inspektor Campbells letzter Fall – Regie: Wolfgang Langhoff/Lothar Bellag (Deutsches Theater Berlin – Kammerspiele)
- 1964: Carl Sternheim: 1913 (Sofie Maske) – Regie: Fritz Bornemann (Deutsches Theater Berlin – Kammerspiele)
- 1967: Friedhold Bauer: Baran oder die Leute im Dorf – Regie: Friedo Solter (Deutsches Theater Berlin – Kammerspiele)
- 1970: Claus Hammel: Le Faiseur oder Warten auf Godeau – Regie: Hans Bunge/Heinz-Uwe Haus/Hans-Georg Simmgen (Deutsches Theater Berlin)
- 1978: Gerhardt Gröschke: Hochwasser (Anna) – Regie: Günter Falkenau (Deutsches Theater Berlin – Kammerspiele)
- 1981: Edward Albee: Der Amerikanische Traum – Regie: Horst Lebinsky (Deutsches Theater Berlin)
- 1984: Heinar Kipphardt: Bruder Eichmann (Joodse vrouw) – Regie: Alexander Stillmark (Deutsches Theater Berlin)
- 1990: Heinrich von Kleist: Der zerbrochne Krug (Brigitte) – Regie: Thomas Langhoff (Deutsches Theater Berlin)

## Hoorspelen
- 1975: Alexei Nikolajewitsch Tolstoi: Burattino (Alice, de kat) – Regie: Dieter Scharfenberg (kinderhoorspel – Litera)
- 1975: Iwan Bjelischew: Das eigensinnige Kätzchen (hazenmoeder) – Regie: Albrecht Surkau (kinderhoorspel – Litera)
- 1976: Inge Meyer: Rödelstraße 14 (klant) – Regie. Barbara Plensat (hoorspel uit de reeks: Tatbestand, aflevering 7 – DDR-radio)
- 1977: Juri Trifonow: Der Tausch (Dmitrijews moeder) – Regie: Joachim Staritz (hoorspel – DDR-radio)
- 1977: Samuil Marschak: Das Katzenhaus (mevrouw Bokowitsch, een oude tang) – Regie: Jürgen Schmidt (kinderhoorspel – Litera)
- 1977: James Thurber: Walter Mittys Geheimleben (mevrouw Mitty) – Regie: Achim Scholz (hoorspel – DDR-radio)
- 1978: Klaus G. Zabel: Verjährte Fristen – Regie: Achim Scholz (misdaadhoorspel – DDR-radio)
- 1978: Phineas Taylor Barnum: Alles Humbug (Joyce Heth) – Regie: Joachim Staritz (DDR-radio)
- 1978: Isaak Babel: Maria (Agascha) – Regie: Joachim Staritz (DDR-radio)
- 1978: Helmut Bez: Jutta oder die Kinder von Damutz – Regie: Fritz Göhler (DDR-radio)
- 1980: Elisabeth Panknin: Prinz Rosenrot und Prinzessin Lilienweiß oder die bezauberte Lilie (draak) – Regie: Joachim Staritz (Kinderhörspiel – DDR-radio)
- 1981: Joachim Brehmer: Der Doppelgänger (mevrouw Walter) – Regie: Achim Scholz (hoorspel – DDR-radio)
- 1981: Günter Eich: Träume – Regie: Peter Groeger (hoorspel – DDR-radio)
- 1983: Hans Christian Andersen: Die Schneekönigin (bloemenvrouw) – Regie: Rainer Schwarz (kinderhoorspel – Litera)
- 1984: Albert Wendt: Vogelkopp – Regie: Norbert Speer (kinderhoorspel – DDR-radio)
- 1984: Bertolt Brecht: Furcht und Elend des Dritten Reiches – Regie: Achim Scholz (hoorspel – DDR-radio)
- 1984: Katrin Lange, naar de gebroeders Grimm: Der Teufel mit den drei goldenen Haaren (grootmoeder van de duivel) – Regie: Maritta Hübner (kinderhoorspel – Litera)
- 1991: Gerhard Zwerenz: Des Meisters Schüler – Regie: Hans Gerd Krogmann (hoorspel – Sachsen Radio)
- 2003: Dylan Thomas: Unter dem Milchwald (Mary Ann Seefahrer) – Regie: Götz Fritsch (MDR)